# Gray (unidade)
O gray (representado por Gy) é a unidade no Sistema Internacional de Unidades (SI) de dose absorvida. Ele representa a quantidade de energia de radiação ionizante absorvida (ou dose) por unidade de massa, ou seja, um joule de radiação absorvida por um quilograma de matéria (J/kg). É uma quantidade física, e não leva em consideração qualquer contexto biológico. 
O gray foi nomeado em homenagem ao físico britânico Louis Harold Gray, um pioneiro no campo da medição de radiação na faixa das radiofrequências e raios X, bem como seus efeitos sobre os tecidos vivos. Foi adotado como parte do SI pela 15ª Conferência Geral de Pesos e Medidas em 1975. 

## História
A partir do conhecimento de que as radiações possuem aplicações, mas também podem ser nocivas ao ser humano, surgiu a necessidade de especificá-las e medi-las. Inicialmente, foi introduzida a ideia de exposição, e sua unidade de medida inicial foi o röntgen. A exposição é uma grandeza que se refere à quantidade de carga elétrica produzida por ionização, no ar, por radiação X ou gama, por unidade de massa do ar.
Entretanto, era necessário ampliar os conceitos e quantidades ligadas à radioatividade, principalmente na área de proteção radiológica. O röentgen não era eficaz quando se tratava de meios diferentes do ar. Logo, em 1953, foi estabelecida, pela ICRP, a dose absorvida. A dose absorvida foi definida como a quantidade energia cedida à matéria pela radiação ionizante por unidade de massa do material. Dessa forma, essa grandeza pode ser definida para qualquer tipo de radiação ionizante, bem como para qualquer meio, diferentemente da exposição. A unidade de dose absorvida, o rad, foi definida de tal forma que uma exposição à radiação X ou gama de 1 röntgen resultasse em uma dose absorvida pelo tecido mole vivo de 1 rad, sendo: 1 rad = 0,01 J/kg. Porém, em 1974, a Comissão Internacional de Unidades e Medidas Radiológicas propôs a adoção de uma nova medida, o gray (Gy). O gray foi definido, então, em 1975, pela Conferência Geral de Pesos e Medidas, onde 1 gray é definido sendo igual a 100 rad.  Ou seja: 
{\displaystyle 1\ Gy=100\ rad=1\ {\frac {J}{kg}}}

## Submúltiplos
Um gray (1 Gy), de dose absorvida, absorvido por um corpo é uma quantidade muito elevada. Tal quantidade é utilizada apenas para expressar grandes quantidades, por exemplo em radioterapia. Para outras aplicações, essa unidade é muito grande, logo, são utilizados seus submúltiplos:
- o centigray (cGy), mais utilizado nos Estados Unidos para facilitar a conversão com o rad, já que 1 cGy = 1 rad;
- o miligray (mGy), mais utilizado para pequenas doses, radiologia e proteção radiológica;
- o nanogray (nGy), mais utilizado para doses muito pequenas, nos cálculos de exposição ambiental.

## Dose por fonte
Em tratamentos por radioterapia, a quantidade de radiação depende do tipo e do estágio do câncer a ser tratado. Para casos de cura, a dose típica para um tumor epitelial sólido varia de 60 a 80 Gy, enquanto que os linfomas são tratados com doses de 20 a 40 Gy. Doses preventivas variam de 45 a 60 Gy distribuídas de forma fracionada, ou seja, aproximadamente 2 Gy por seção para tumores de mama, cabeça e pescoço.
As doses absorvidas através dos diagnósticos por imagem são muito menores, isto é, da ordem dos miligray (mGy). Por exemplo, a dose absorvida por um exame de raio X abdominal é de aproximadamente 0,7 mGy, enquanto que em uma tomografia computadorizada abdominal pode chegar a 8,0 mGy. 

## Danos no ser humano
Os efeitos da radiação nas pessoas podem ser somáticos ou hereditários.  

### Efeitos somáticos
São aqueles que afetam a pessoa exposta a radiação e não são transmitidos às gerações futuras. Os efeitos somáticos podem ser imediatos, ou seja, quando a dose absorvida é muito alta, ou tardios, onde as doses absorvidas são menores, mas a exposição acontece por um longo período de tempo.

#### Imediatos
Os efeitos somáticos imediatos podem aparecer em apenas horas, dias ou semanas após a exposição da pessoa à radiação em questão. Para uma dose absorvida de 1 Gy, ocorre vômito em 5% das pessoas, dentro de 3 horas. Já, para uma dose no corpo total de 3 Gy, o vômito aparece em 100 % dos casos em um intervalo de 2 horas. Doses absorvidas entre 6 e 8 Gy podem provocar a destruição das células do sistema gastrointestinal. 

#### Tardios
Os efeitos somáticos tardios aparecem em pessoas irradiadas por um longo período de tempo, porém com baixas doses, por exemplo, técnicos em radiologia e mineiros que trabalham em minas de urânio. Os principais efeitos são câncer e lesões degenerativas. 

### Efeitos hereditários
Os efeitos hereditários ou genéticos aparecem nos descendentes da pessoa que sofreu a exposição devido a danos causados nas células dos órgãos reprodutores. Se o óvulo ou o espermatozóide danificado for usado na concepção, todas as células do novo organismo conterão o defeito reproduzido, incluindo aquelas que mais tarde se tornarão óvulos e espermatozóides. Logo, os efeitos da mutação original podem passar de geração em geração. 
Algumas das mutações podem produzir defeitos físicos ou mentais, ou até provocar a morte do feto antes mesmo do nascimento. É possível, também, que apenas aumente a possibilidade de aquirir determinadas doenças crônicas. 